# Petr Císařovský
Petr Císařovský (* 18. března 1950 Praha) je český výtvarník. Jeho specializací jsou železné, kované sochy a brány s figurálními motivy. Žije a pracuje střídavě v Praze a Olešně u Mšena. 

## Život
V letech 1965–1968 byl v učení v oboru Umělecký kovář v podniku Ústředí uměleckých řemesel – Jihlava. VŠ UMPRUM studoval v letech 1969–1975 a od téhož roku pracuje jako výtvarník. Od roku 2010 je členem S.V.U. Mánes. Svá díla realizuje převážně ve svém ateliéru v Olešně u Mšena.

## Dílo
Zaměřuje se na sochařské práce do veřejného prostoru doma i v zahraničí: 
- V letech 1991–1993 vytvořil bránu sv. Františka z Assisi do pražské Františkánské zahrady. Do téže zahrady umístil v roce 2014 svou bránu s reliéfními motivy ze života sv. Anežky České.[4][5][6]
- Pro katolický kostel st. Laurentius v německém Herne vytvořil brány "Noe" (1995–1997) a "Chvalozpěv stvoření" (1997–1998).
- Pro hřbitov ve Mšeně u Mělníka realizoval v roce 2005 funerální plastiku s názvem "Život a smrt".
- V Mostecké ulici č. 17 na pražské Malé Straně osadil vstupní, oboustranně reliéfně pojaté dveře na téma dialogu J. A. Komenského a Erasma Rotterdamského s názvem "Chvála bláznivosti v labyrintu světa", tato práce proběhla v letech 2007 až 2008.
- V roce 2012 rekonstruoval hrob Bedřicha Smetany na pražském Vyšehradě.[7]
- Roky 2014 až 2018 byly ve znamení tvorby sochy "Přemysl Otakar II.", socha je umístěna na náměstí rakouského města Marchegg.[8]
- V letech 2014 až 2015 proběhla realizace brány Adam a Eva (soukromý majetek).
- Brána "Pohádka" byla realizována v rozmezí let 2019 až 2020, uzavírá soukromý areál v obci Zápy 198 u Staré Boleslavi.

V rozmezí let 2015 až 2023 vytvořil do veřejného prostoru řadu pamětních desek týkajících se význačných událostí (Bombardování Prahy 1945), hrdinů odboje (armádní generál Karel Janoušek, letec RAF plk. Karel Janšta) a osobností kultury (Josef Váchal a Ladislav Horáček, básník Josef Janda, Marie Glázrová a Eduard Haken).
Své práce vystavuje od roku 1973 na společných výstavách, od roku 1985 vystavuje také samostatně. Do roku 2024 uskutečnil 45 autorských výstav a zúčastnil se více než 140 výstav společných doma i v zahraničí.

## Galerie

Brána sv. Františka 1991–1993
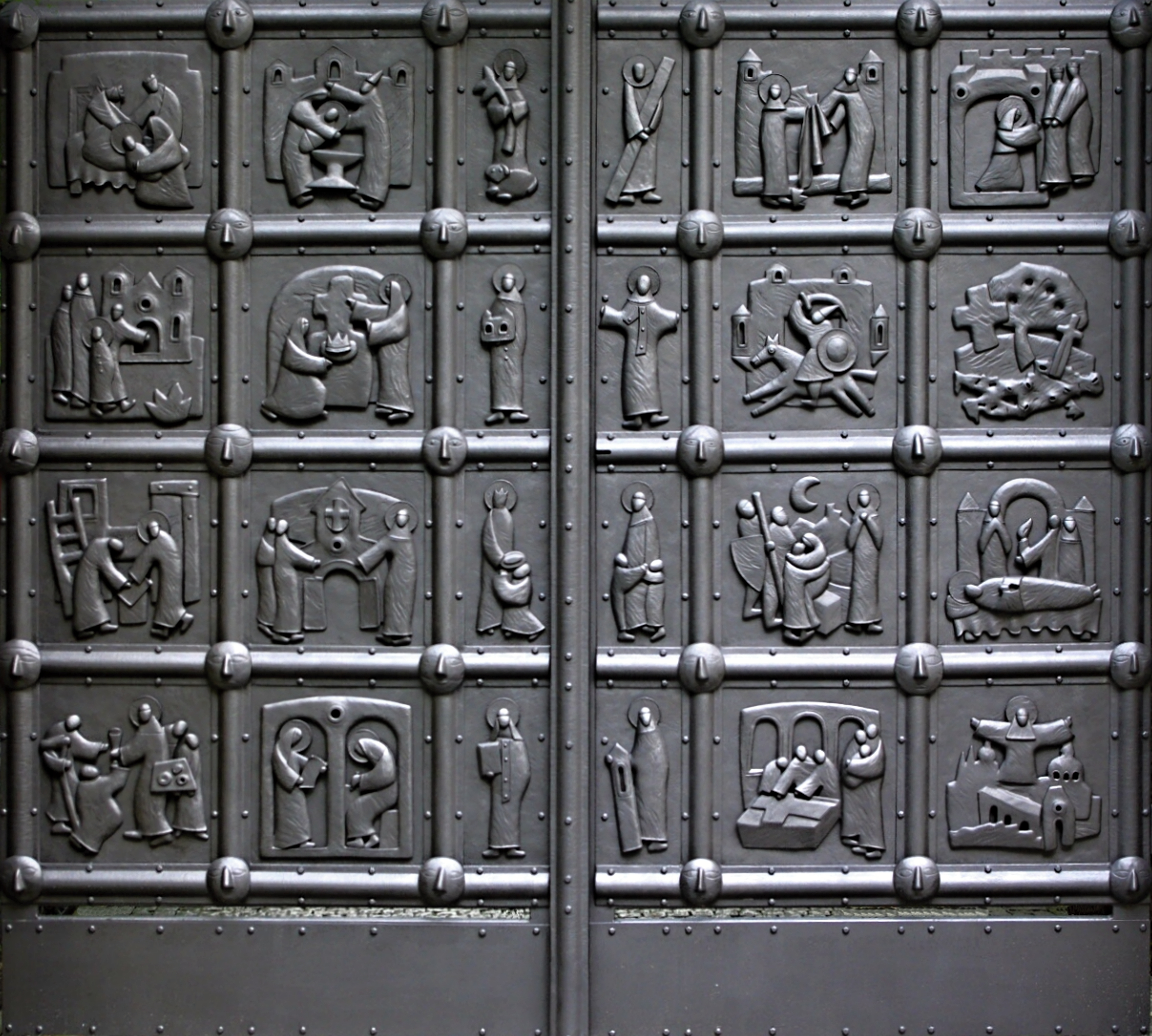
Brána sv. Anežky České 2013–2014
Brána Noe 1996–1997
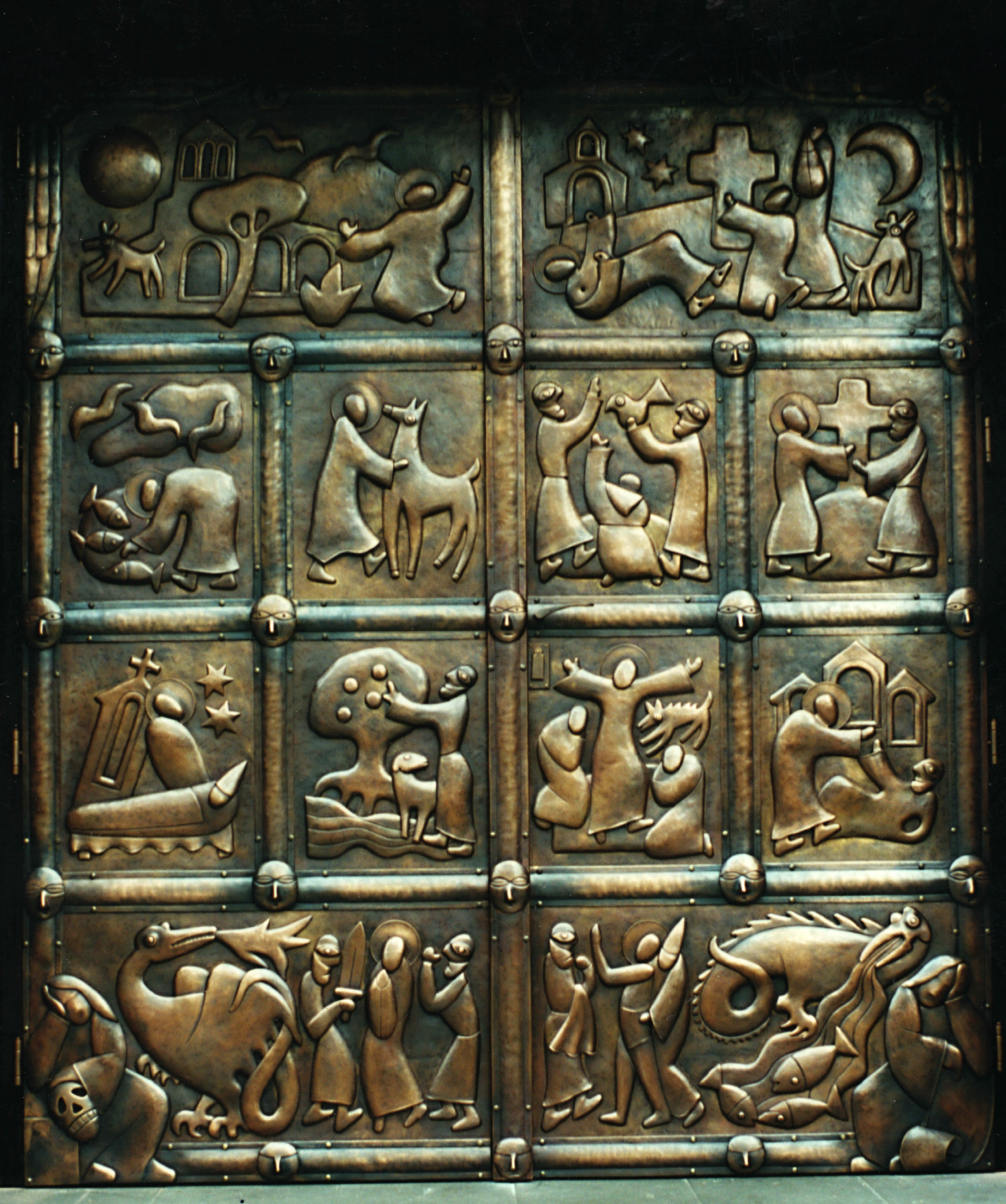
Chvalozpěv stvoření 1997–1998.
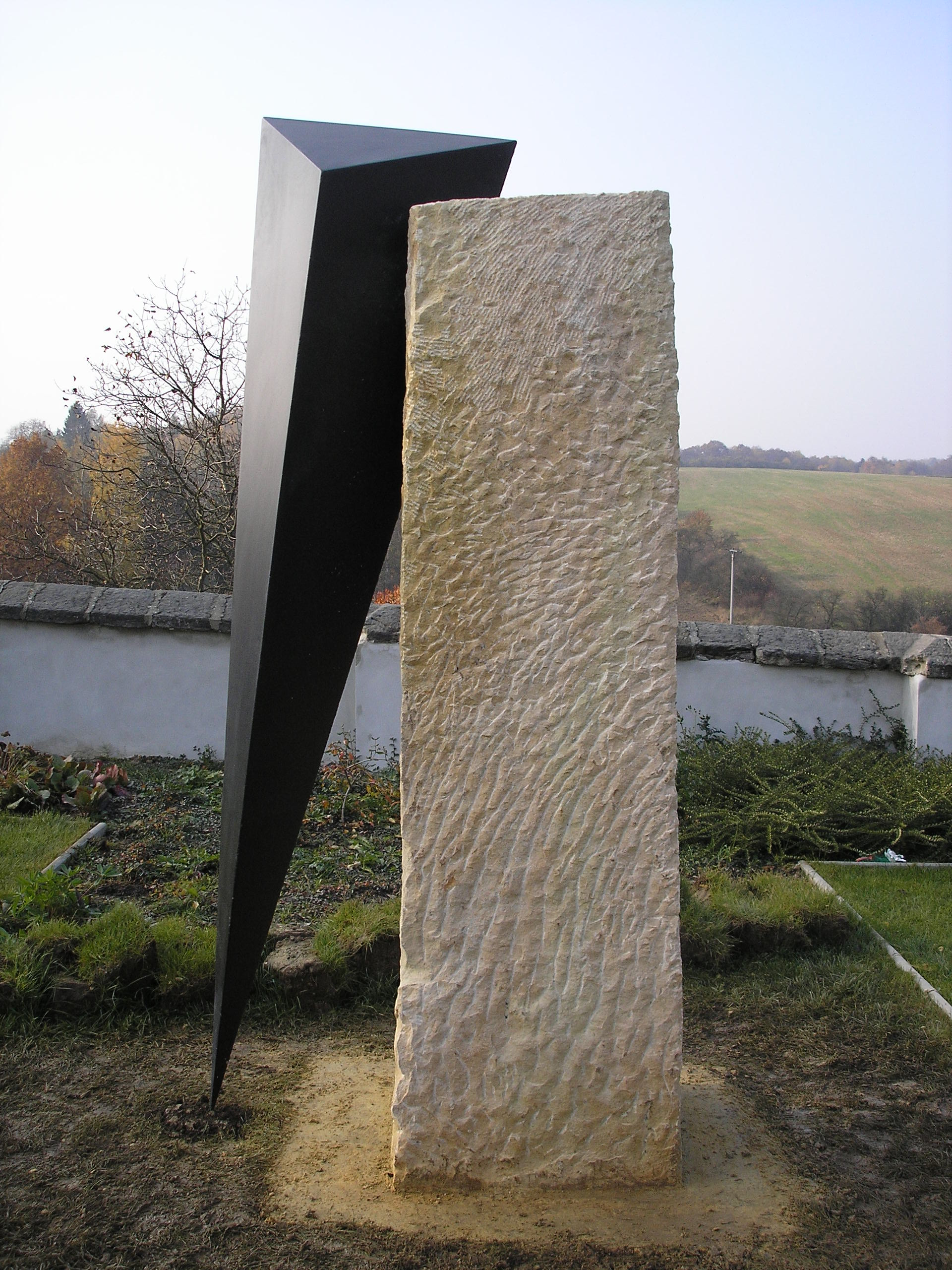
Život a smrt 2005 Mšeno
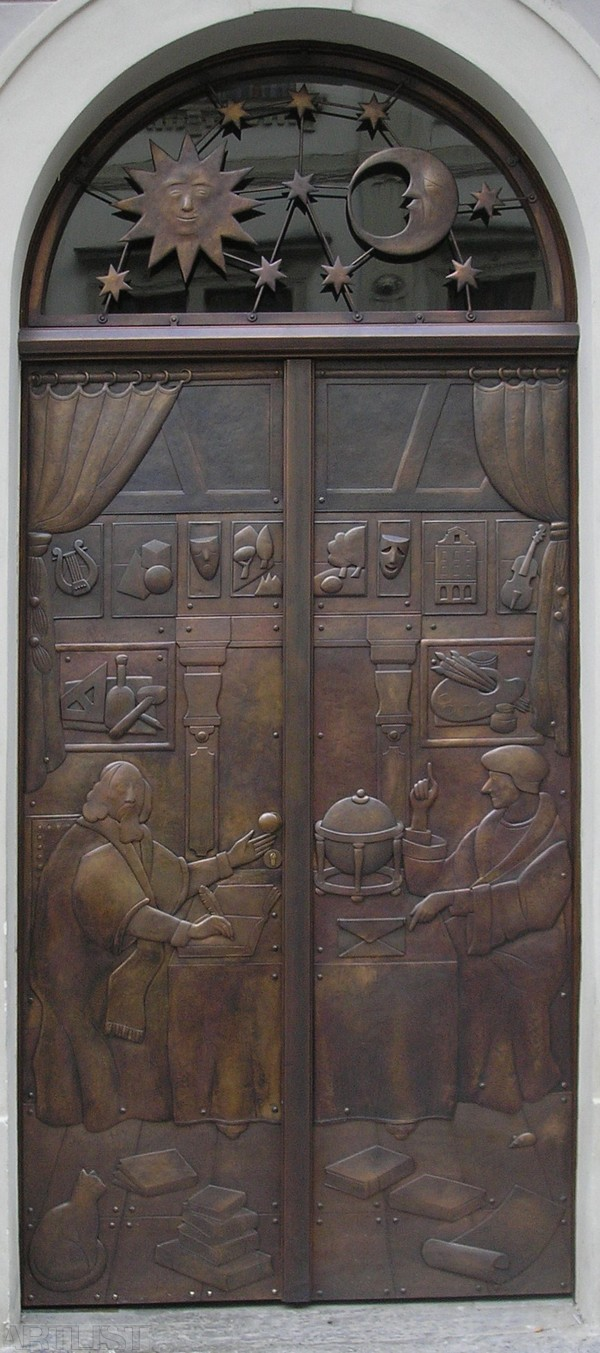
Chvála bláznivosti v labyrintu světa
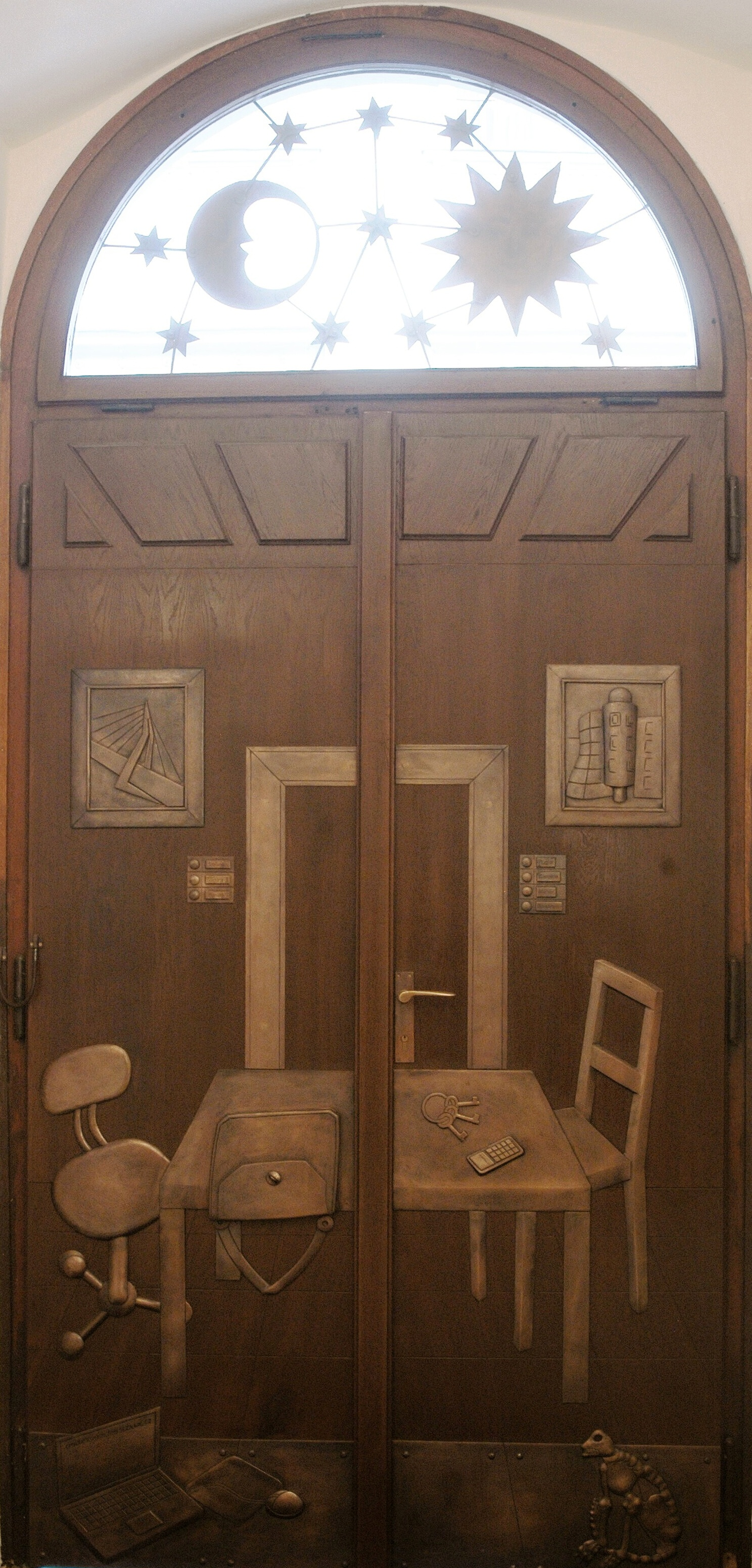
Chvála bláznivosti v labyrintu světa – zadni strana 2007–2008
Hrob Bedřicha Smetany, rekonstrukce 2012, Praha Vyšehrad
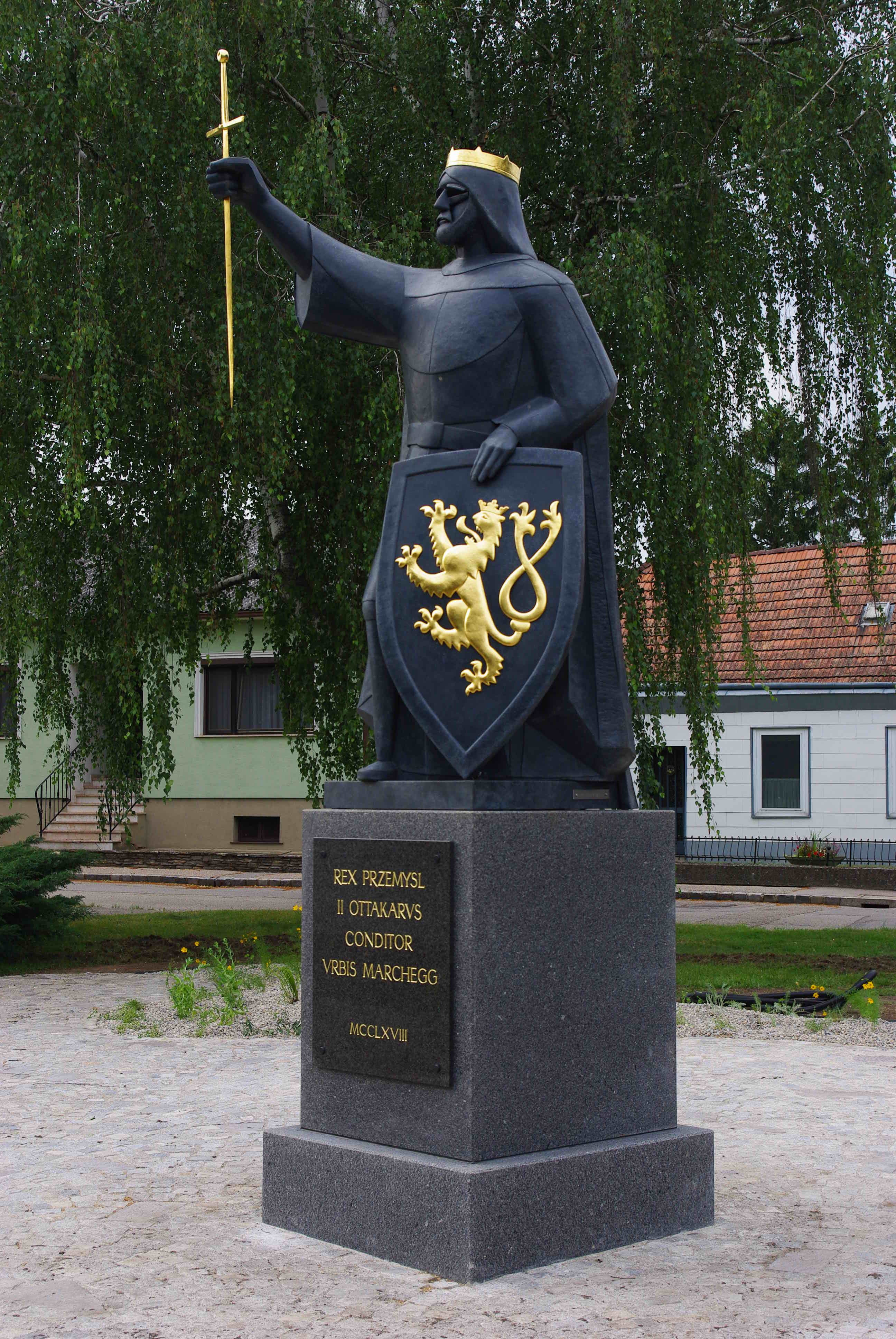
Přemysl Otakar II. Marchegg
Adam a Eva 2014–2015
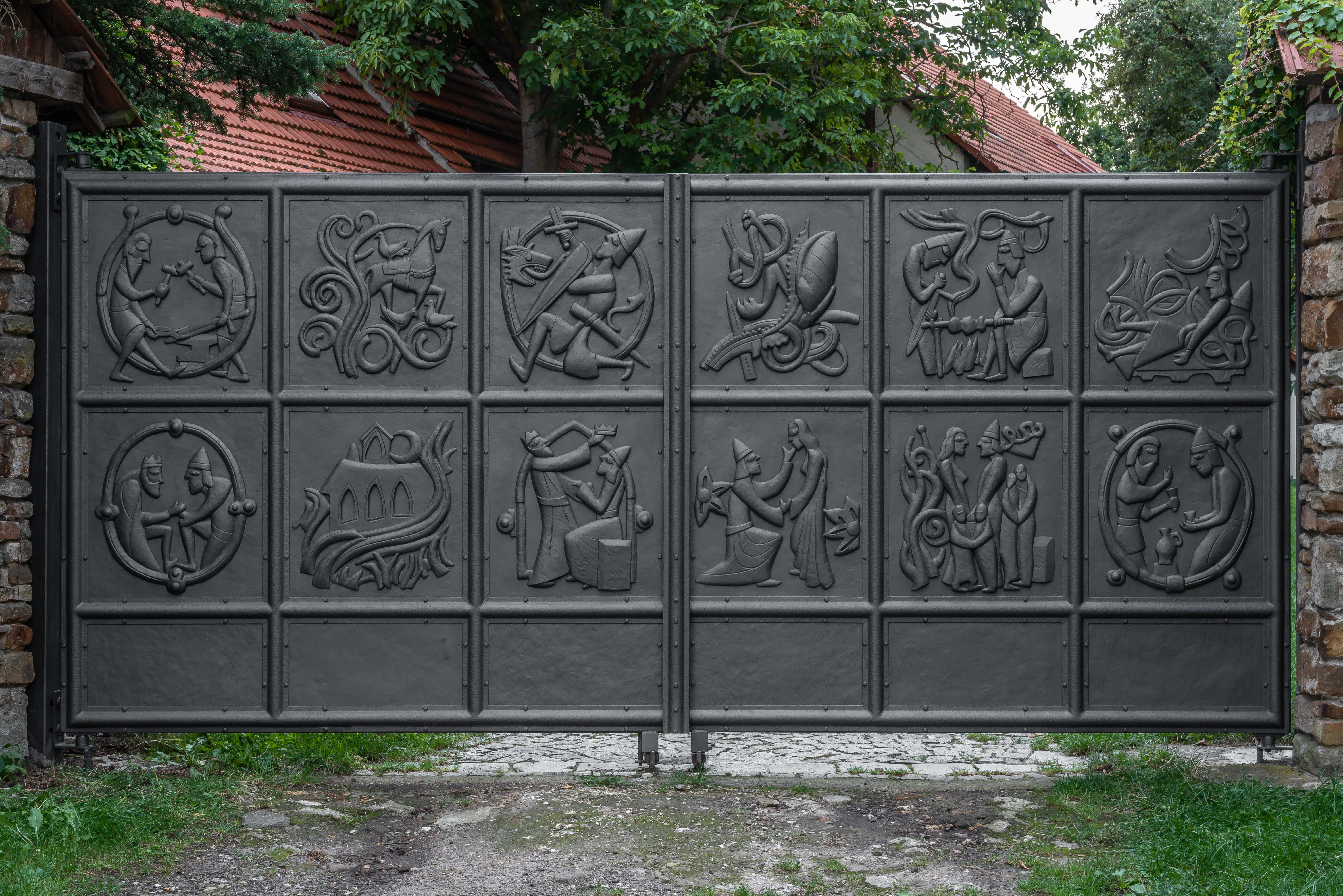
Brána Pohádka 2019–2020

## Výstavy autorské
- 1985 "Petr Císařovský – sochy", Junior klub, Praha
- 1986 "Petr Císařovský – sochy a kresby", Chebské divadlo, Cheb
- 1989 "Petr Císařovský – II. Litvínovské výtvarné léto", Klub Benar, Litvínov
- 1990 "Petr Cisarovsky – Eisen – Skulpturen", VHS, Weiden, DE
- 1991 "Petr Císařovský – sochy",Pálffyho palác, Evropský kulturní klub, Praha
- 1991 "Petr Císařovský – sochy", Severočeské muzeum, Liberec
- 1994 "Sochy a obrazy", galerie Fronta, Praha  (s V. Císařovskou)
- 1995 "Petr Císařovský – sochy", Dům Umění města Brna, Brno
- 1996 "Petr Císařovský – sochy", Dům pánů z Kunštátu a Poděbrad, Praha (s V. Císařovskou)
- 1996 "Mužové ze železa a jiné sochy“, Ministerstvo Vnitra ČR, Praha
- 1988 ,,Petr Císařovský – kresby“, knihkupectví Paseka, Praha
- 1998 "Petr Cisarovsky – sculptures", Maision de la Marine, Pornic, FR (s V. Císařovskou)
- 1988 "Petr Císařovský – sochy", Obecní galerie Beseda, Prah (s I. Bukovským)
- 1999 "Kovové plastiky Petra Císařovského", Galerie F. A. Sporcka, Kuks
- 2000 "Petr Císařovský – sochy, 1973 – 2000", Galerie Millennium, Praha
- 2000 "Petr Císařovský – kresby, objekty, sochy", galerie Litera, Praha
- 2000 "Petr Císařovský – plastiky", Galerie Studna, Liberec (s V. Císařovskou)
- 2001 "Petr Císařovský – komorní plastika", Literární kavárna G+G, Praha (s V. Císařovskou)
- 2001 "Petr Císařovský – sousoší Zeď", Zahrada vinárny u Pavouka, Praha (s J. Šafránkem)
- 2001 "Petr Císařovský", Galerie Eva, Bystřice nad Pernštýnem  (s V. Císařovskou)
- 2002 "Petr Císařovský – sochy", Regionální muzeum v Mikulově, Mikulov (s V. Císařovskou)
- 2003 "Cesta zpátky“, Galerie Millennium, Praha (s K. Halounem)
- 2003  ,,Cesta zpátky 2.“, Městské muzeum, Mariánské Lázně (s K. Halounem)
- 2005 "Konfrontace 3.“, Polský kulturní institut, Praha (s H. Czesnikem)
- 2006 "Petr Cisarovsky – Eisen und Bronze“, Regionalbibliothek, Weiden, DE
- 2006 "Kdo hoří“, Galerie Jídelna VMG, Česká Lípa
- 2006 "Petr Císařovský – sochy", Památník Vojna, Příbram  (s V. Císařovskou)
- 2006 "Petr Císařovský", Galerie Bayer & Bayer, Praha  (s V. Císařovskou)
- 2006 "Petr Císařovský – Ariadna II.“, Plakias, Kréta, GR
- 2006 "Petr Císařovský – Ariadna II/2“, Olešno
- 2006 "Petr Císařovský – sochy", Parkhotel, Nový Bor
- 2007 "Petr Císařovský – sochy", Radniční sklípek, Litvínov
- 2009 "Petr Císařovský… a jiné sochy“, galerie Felix figura, Praha
- 2010 "Střed na okraji“, České centrum Brusel, B (s V. Císařovskou)
- 2012 "Petr Císařovský – sochy",Regionální muzeum v Jílovém u Prahy (s Z. Mrkvičkou a F. Provazníkem)
- 2012 "Petr Císařovský – Labyrint“, galerie AMB, Hradec Králové
- 2013 "Petr Císařovský – sochy", Galerie Pošta, Dubá (s V. Císařovskou)
- 2014 "Cesta Labyrintem“, Artotéka, Praha – Opatov
- 2015 "Petr Císařovský: Bludiště“, Želví doupě, Mělník
- 2016 "Petr Císařovský…a sochy“, GAML, Louny[13][14]
- 2017 "Každý má své nebe“, kostel Zvěstování Panně Marii, Litoměřice (s. A. Krejčou)
- 2018 "Petr Císařovský – spojené labyrinty“, České muzeum stříbra, Kutná Hora (s V. Císařovskou)
- 2019 "Petr Císařovský: sochy", Galerie 9, Praha (s V. Císařovskou2020 "Petr Císařovský – Hra s ohněm“, Galerie Nová síň, Praha[15]
- 2021 "Petr Císařovský – Hlavy", Rabasova galerie, Rakovník (s V. Císařovskou)

## Výstavy společné
Od roku 1973 se dále zúčastnil několika desítek společných výstav v Česku i v zahraničí.